# Banque centrale des Philippines
La Banque centrale des Philippines (en philippin : Bangko Sentral ng Pilipinas) a été créée sous sa forme actuelle le 3 juillet 1993. Son siège est situé à Manille.

## Histoire
La loi prévoyant la création d'une autorité monétaire indépendante dénommée la Bangko Sentral ng Pilipinas est promulguée par le président Fidel V. Ramos le 14 juin 1993. Elle entre en vigueur le 3 juillet de la même année. Ses missions sont de promouvoir et maintenir la stabilité des prix, un système financier solide et un système de paiements et de règlements sûrs et efficaces; propices à une croissance durable de l'économie.
Elle a sous son autorité le Security Plant Complex (SPC) qui imprime les billets et frappe les pièces et médailles nationales depuis 1978. Située à Quezon City, le SPC sera déménagé à New Clark City à l'horizon 2021.

### Projet Nexus
Le 30 juin 2024, la Banque des règlements internationaux (BRI) a signé un accord avec la Banque centrale de Malaisie, la Banque de Thaïlande, la Banque centrale des Philippines, l'Autorité monétaire de Singapour et la Banque de réserve de l'Inde en tant que membre fondateur du Projet Nexus, une initiative internationale multilatérale visant à faciliter les paiements transfrontaliers de détail. La Banque d'Indonésie y a participé en tant qu'observateur spécial. La plateforme, dont la mise en service est prévue d'ici 2026, permettra de relier les systèmes de paiement rapide nationaux des pays membres.

## Gouverneurs de la banque
| Rang | Nom                 | Mandat                            |
| ---- | ------------------- | --------------------------------- |
| 1er  | Gabriel Singson     | (6 juillet 1993 - 5 juillet 1999) |
| 2e   | Rafael Buenaventura | (6 juillet 1999 - 3 juillet 2005) |
| 3e   | Amando Tetangco Jr. | (3 juillet 2005 - 3 juillet 2017) |
| 4e   | Nestor Espenilla    | (3 juillet 2017- 23 février 2019) |
| 5e   | Ben Diokno          | (4 mars 2019 - 30 juin 2022)      |
| 6e   | Felipe Medalla      | (30 juin 2022 - 3 juillet 2023)   |
| 7e   | Eli Remolona        | (3 juillet 2023 - )               |